# Ophiocordyceps sinensis

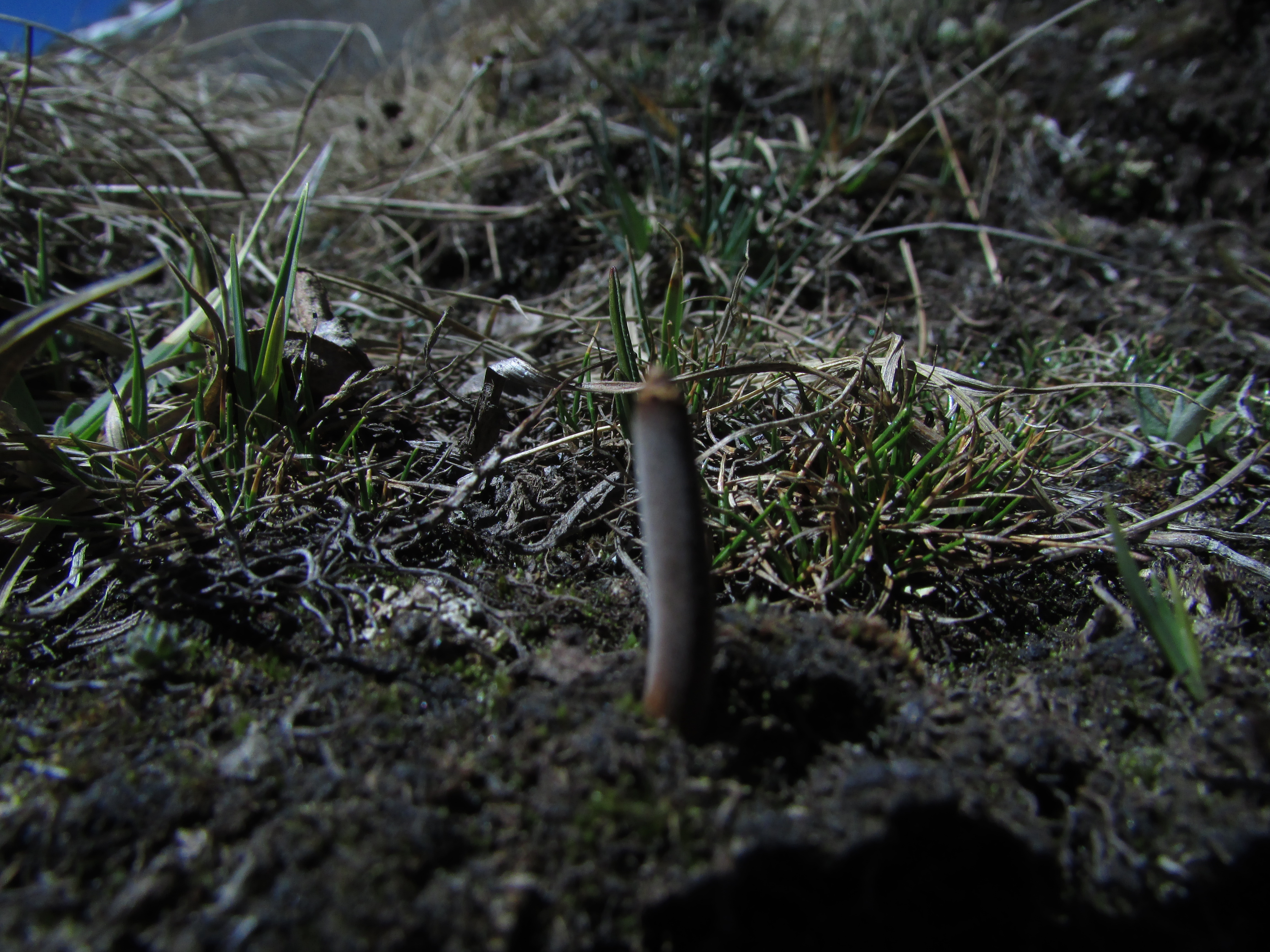
Yarchagumba a la regió Dolpo

Ophiocordyceps sinensis és un fong que parasita les larves dels lepidòpters del gènere Thitarodes que produeix un cos fructífer (esporocarp) valorat com remei herbal. És considerat com un zoòfit (animal-planta)
D'entre els fongs entomopatògens, és un dels usats des de fa com a mínim 2.000 anys per les seves reputades capacitats pel tractament de moltes malalties relacionades amb els pulmons, ronyó i la disfunció erèctil. No es cultiva comercialment. La sobrecollita i sobreexplotació ha portat a classificar O. sinensis com una espècie en perill a la Xina.
Es fa servir en la medicina xinesa tradicional i en la medicina tibetana tradicional.

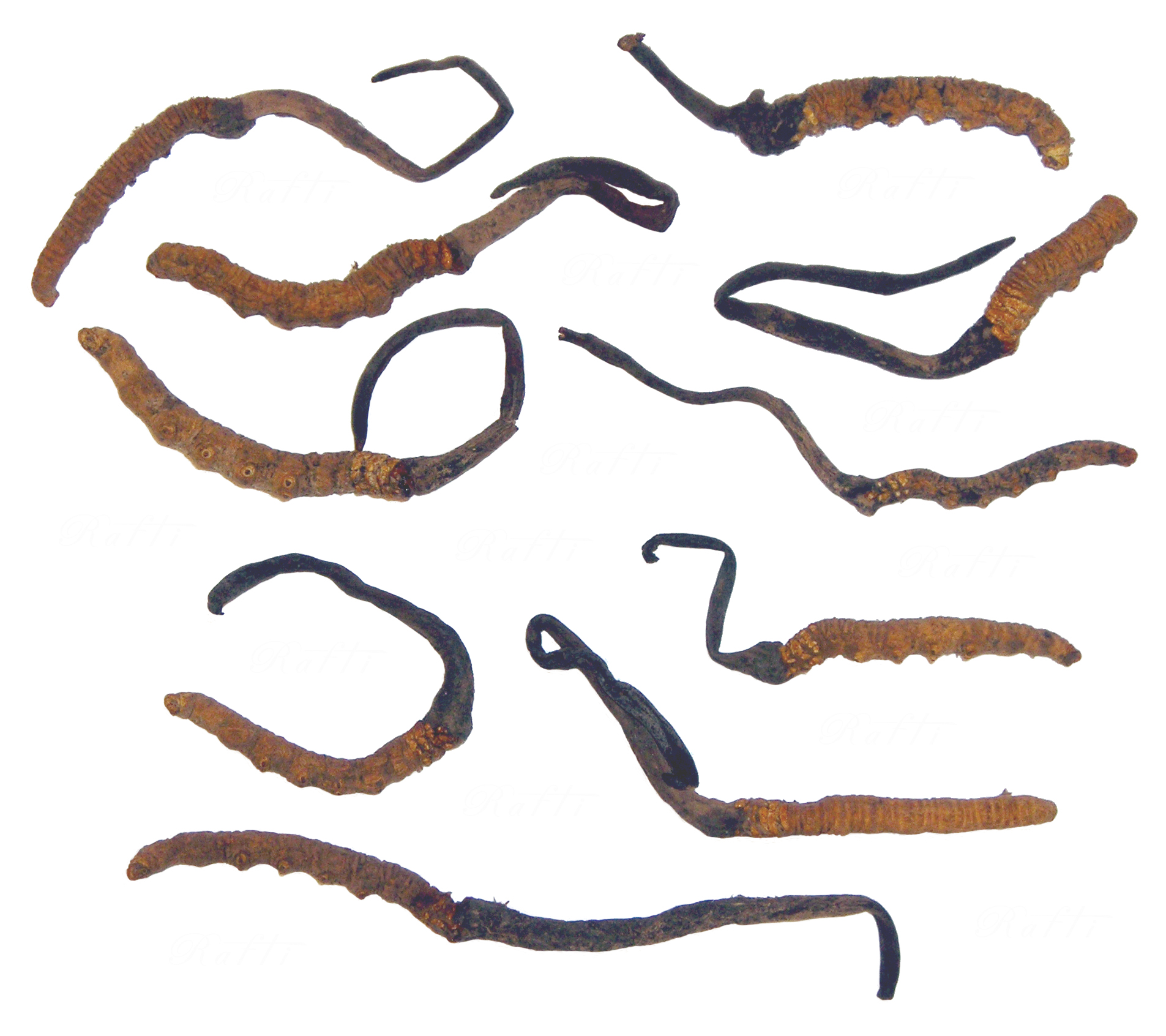
Erugues amb Cordyceps sinensis emergint